# Julius Hodge
Julius Melvin Hodge (New York, 18 novembre 1983) è un ex cestista e allenatore di pallacanestro americo-verginiano con cittadinanza statunitense naturalizzato antiguo-barbudano, professionista in Italia, Australia, NBDL e NBA dove fu la 20ª scelta nel primo giro del draft NBA 2005.

## High school
Gioca alla St. Raymond High School nel Bronx di New York. Hodge venne inserito nel 2001 nel McDonald's All-American Team e nel First-team Parade All-American, New York's "Mr. Basketball", New York Daily News Player of the Year, New York All-Metro Squad, e Sports Illustrated's Old Spice Athlete of the Month. Ha segnato un totale di 684 punti nella sua stagione senior facendo anche registrare il nuovo record per la St. Raymond High School. Venne selezionato come migliore guardia da ESPN.

## College
Giocò nella North Carolina State University diventando ben presto una stella della ACC e vincendo il premio come Player of the Year del 2003-04.

## NBA
I Denver Nuggets lo scelsero al primo giro del draft NBA 2005 con i quali giocò 14 partite. L'11 gennaio 2005 viene passato ai Milwaukee Bucks assieme a Earl Boykins per Steve Blake.

## Sparatoria
L'8 aprile del 2006, all'uscita da un night club, venne raggiunto sull'autostrada da alcuni malviventi che, scambiandolo per un'altra persona, gli spararono contro diverse pallottole.

## Europa
Il 10 agosto del 2007, dopo mesi difficili causa problemi di salute, venne ingaggiato dalla Pallacanestro Varese con la quale giocò 7 gare.
A stagione in corso passò allo Scafati Basket. Nel dicembre dello stesso anno decise di abbandonare l'Europa e tentare la carta australiana.

## NBL
Nel dicembre del 2007 approdò negli Adelaide 36ers, club australiano, dove trovò la sua dimensione diventando ben presto una stella del campionato australiano.
Dopo un tentativo di rientro nella NBA, tornò agli Adelaide 36ers che lasciò l'8 gennaio 2009 su richiesta del suo agente.

## Palmarès
- McDonald's All-American Game (2001)
- Campione NBL
- Coppa di Francia: 1

Paris-Levallois: 2012-2013